# بلاستومر
در زیست‌شناسی تکوینی، بلاستومر (به انگلیسی: Blastomere)، نوعی سلول است که توسط تسهیم (نوعی تقسیم سلولی) زیگوت بعد از لقاح تولید شده و بخشی از تشکیل بلاستولا است.

## ارجاعات
1. ↑  Blastomere  Encyclopædia Britannica. Encyclopædia Britannica Online. Encyclopædia Britannica Inc. , 2012. Web. 06 Feb. 2012.

- مشارکت‌کنندگان ویکی‌پدیا. «Blastomere». در دانشنامهٔ ویکی‌پدیای انگلیسی.